# Силвио Данаилов
Силвио Данаилов (роден на 21 април 1961 г.) е български шахматист и спортен мениджър, международен майстор по шах. В периода 1993 – 2000 г. той е мениджър и треньор на мъжкия национален шахматен отбор на България. Той е мениджър на двама бивши световни шампиони на ФИДЕ Веселин Топалов и Руслан Пономарьов.
Като активен шахматист, достига най-доброто си  273-то място в световната ранглиста през 1985 г.
Силвио Данаилов е президент на Европейския шахматен съюз (2010 – 2014), член на президентския борд на световната шахматна федерация ФИДЕ (2010 – 2014), почетен президент на Европейския шахматен съюз (2014 – 2016) и президент за втори мандат на Българската федерация по шахмат (от 2011 г.).
Той е организатор на шахматни състезания. През 2006 г. основава веригата „Голям шлем“, която включва супер турнирите: Вайк ан Зее (Холандия), Линарес (Испания), Мтел Мастърс (България) и Нанджинг (Китай) с финален Мастърс турнир в Билбао (Испания).
Силвио Данаилов създава, добилото световна известност правило, което преотвратява сключването на кратки и непълноценни ремита, известно като Софийското правило. То е въведено в употреба за първи път по време на супер турнира Мтел Мастърс‘ 2005 в София. Правилото гласи: „Играчите не могат да предлагат реми директно на своите противници. Предложения за реми могат да бъдат правени, само чрез главния арбитър, в следните три случая: трикратно повторение на позицията, вечен шах и при теоретично равни позиции.“ Софийското правило прави шахматните партии и турнири много по-атрактивни за публиката, медиите и спонсорите.
Компанията на Силвио Данаилов, „Каиса Чес Мениджмънт“, е организирала много топ световни шахматни събития като: супер турнира Мтел Мастърс в София, България (5 издания, 2005 – 2009), Мача на кандидатите за световната титла на ФИДЕ „Топалов – Камски“ в София (2009), Мача за световната титла по шахмат „Ананд-Топалов“ в София (2010) и много европейски шахматни турнири.
Той говори свободно английски, испански, руски и сърбо-хърватски език.
Силвио Данаилов ръководи кампанията за приемане на програмата „Шах в училище“ на Европейския шахматен съюз от Европейския парламент, което е исторически успех за световния шах. На 13 март 2012 г. в Страсбург Писмената декларация 50/2011 за въвеждане на програмата „Шах в училище“ в учебните заведения на страните-членки на Европейския съюз е приета с подписите на 415 евродепутати.
По време на неговото президентство, Европейският шахматен съюз (ЕШС) става партньор на Организацията на обединените нации за образование, наука и култура, ЮНЕСКО, която официално дава правата на ЕШС да организира някои от своите събития под нейния патронаж. След признанието от страна на Европейския парламент, това е вторият исторически успех за европейския и световния шахмат.
На 4 януари 2011 година е удостоен с орден „Стара планина“ първа степен за „изключително големите му заслуги към Република България в областта на физическото възпитание и спорта“.
Силвио Данаилов и Веселин Топалов са сред най-големите дарители на Българската Коледа с над 100 000 лв. Благотворителните им инициативи са многобройни и анонимни. Със 17 000 лв. спасяват зрението на шахматния талан Румен Николов.
През септември 2016 г. Комисията по етика на Международната шахматна организация ФИДЕ санкционира Данаилов и още двама шахматни служители заради предполагаеми финансови нередности. Данаилов е отстранен от длъжност във ФИДЕ за 18 месеца. Според хронологията на фактите, публикувана от ФИДЕ, е имало финансови и административни нередности по време на организацията на Европейското първенство по шах за младежи през 2013 г. в Будва, което включва създаването на компания „European Chess Union LLC“ в Делауеър, която е действала като измамник за получаване на плащания, предназначени за Европейския шахматен съюз. Редица други обвинения и несъдействието на Българската федерация по шахмат (БФШ) на разследването са съдействали Европейския шахматен съюз да изключи членството на БФШ в ЕШС през септември 2016 г.
През май 2017 г. Силвио Данаилов подава оставка като председател на БФШ и длъжността се изпълнява от Иван Генов, но на 20 юли 2018 г. Данаилов, който е член на Управителния съвет, изпраща писмо от името на БФШ до президента на грузинската шахматна федерация Гиорги Гиоргадзе с настояване за плащане на трансферна сума от 50 000 € за преминаването на Иван Чепаринов от България в Грузия. Президентския борд на ФИДЕ е взел решение №43 от 9-10 юли 2018 г., с което „одобрява преминаването на Чепаринов без компенсация и трансферна такса; същите условия ще бъдат прилагани за всички български играчи, желаещи трансфер“. Обаче след това решение Силвио Данаилов изпраща такова писмо до македонската шахматна федерация, с което иска тя да плати на БФШ сума от 30 000 € за трансфер на Кирил Георгиев от България в Северна Македония.